# إكزوتيك (أغنية)
إكزوتيك (بالعربية: الغريب) هي ثاني أغنية للممثلة والمغنية الهندية بريانكا تشوبرا إلى جانب مغني الراب بيتبول. تم إصدار الأغنية من قبل شركة إنترسكوب في 9 يوليو 2013، الأغنية من تأليف وكتاية الفنانة بريانكا بالتعاون مع المغني بيتبول، وإنتاج المنتج العالمي المغربي ريدوان. وتحتوي الأغنية على كلمات باللغتين الإنجليزية و الهندية.
وتم تصوير الفيديو كليب المصاحب للأغنية في ميامي، وتم الإفراج عنه في 11 يوليو 2013.

## الفيديو التصويري
صور الكليب في الشاطئ الجنوبي لميامي، تظهر شوبرا ترتدي البكيني في المحيط وكذلك بعض المشاهد المصورة في أحد القصور مع بيتبول إلى جانب ظهورهما مع بعض في أحد القصور. تحدثت شوبرا إلى هوليوود عن هذا العمل ووصفت أغنيتها بأنها أغنية الصيف، وأنها تشعر بالغرابة نظرا للجو الذي عاشته أثناء التصوير، وقد استحضرت بريانكا بعض الحركات البوليوودية في الكليب خصوصا حركات اليد.